# Aimée Moutet
Pour les articles homonymes, voir Moutet.
Aimée Moutet, née le 11 mai 1936 à Paris et morte le 5 octobre 2020 à Puteaux,, est une universitaire et historienne française, spécialiste des questions d'organisation de la production et du travail dans les entreprises industrielles.

## Biographie
Marius Moutet (1876-1968) est son père. Il est député socialiste du Rhône puis de la Drome, ministre des Colonies sous le Front populaire, ministre de l'Outre mer dans les gouvernements d'après guerre puis sénateur de la Drome. Il fut l'un des 80 parlementaires à avoir refusé les pleins pouvoirs au Maréchal Pétain en juillet 1940,.
Elle commence sa carrière comme professeur d'histoire dans un lycée et en parallèle commence ses recherches sur l'histoire du syndicalisme ouvrier en France, démontrant, contrairement à ce qui était cru jusqu'alors, que le mouvement syndical à Paris se reconstitua rapidement après la répression de la Commune en 1871.
Après mai 1968, elle fait partie d'un groupe d'enseignantes militantes se définissant comme contestataires, féministes et chrétiennes.
Aimée Moutet enseigne ensuite comme maitre de conférences à l'université de Paris XIII et s'intéresse alors à l'histoire des patrons et ingénieurs en France de 1880 jusqu'à 1939 et leur adaptation au taylorisme et fordisme venus des États-Unis dont elle tirera son premier livre Les Logiques de l'entreprise en 1997, qui connaitra un retentissement international. Elle y met en lumière la reconception globale des entreprises industrielles en France (espace, machines, contrôle du personnel...), les débats et conflits que cela  généra entre les patrons industriels, les ingénieurs, les contremaitres et les ouvriers et comment cela a obligé syndicats, associations d'ingénieurs, experts et universitaires à se positionner, à remettre à jour leurs connaissances et à reconstruire des stratégies. Elle soutient une thèse universitaire en 1992 sur « La rationalisation industrielle dans l'économie française au XXeme siècle : étude sur les rapports entre changements d'organisation technique et problèmes sociaux 1900-1939 ».  
Aimée Moutet s'intéressa ensuite à l'histoire des entreprises de l'après-guerre jusque dans les années 1990, menant plusieurs recherches collectives sur les nouveaux risques au travail et ce qui fut fait pour les diminuer. 
Elle en tirera en 1994 un ouvrage sur l'histoire de l'Agence nationale pour l'amélioration des conditions de travail (ANACT), agence créée en 1973. Elle co-dirigea ensuite plusieurs ouvrages collectifs sur la santé au travail, l'ergonomie et des normes de temps. 
Elle travailla aussi la notion de « copropriété du travail » avec les salariés qui lui donnent du sens et des managers qui essaye d'en faire l'usage le plus efficace. 

## Publications
(liste non exhaustive)
- Histoire de l'ANACT: vingt ans au service de l'amélioration des conditions de travail[3], 1994, éd. Syros
- Les Logiques de l'entreprise, 1997, éd de l'EHESS
- Roger Vacher[Note 1], 2003, éd. Association Renault Histoire
- Le Travail nous est compté : La construction des normes temporelles au travail, 2005, éd. La Découverte, co-direction avec Daniele Linhart